# 황주까막노래기
황주까막노래기(학명: Orthomorphella pekuensis)는 무당노래기과 황주까막노래기속에 속하는 노래기의 일종이다. 몸길이 30-35mm에 광택을 띠는 검은 등딱지를 가지고 있으며, 몸통 측면에 전신을 가로지르는 황색 띠무늬가 있는 것이 특징이다. 한반도·일본·중국·대만 등 동아시아에 널리 분포하며, 초목과 바위로 그늘진 곳에서 주로 서식한다.